# 157494 Durham
157494 Durham este un asteroid din centura principală de asteroizi.

## Descriere
157494 Durham este un asteroid din centura principală de asteroizi. A fost descoperit pe 11 septembrie 2005 la Observatorul Jarnac din Vail-Jarnac. Asteroidul prezintă o orbită caracterizată de o semiaxă mare de 2,54 ua, o excentricitate de 0,26 și o înclinație de 4,7° în raport cu ecliptica.